# Ederlsdorf
Ederlsdorf ist ein Gemeindeteil des Markts Obernzell und eine Gemarkung im niederbayerischen Landkreis Passau.
Das Dorf liegt auf einer Hochfläche etwa 160 Meter über der Erlau und einen Kilometer östlich von ihr.
Die ehemals selbständige Gemeinde Ederlsdorf, bestehend aus den 18 Gemeindeteilen Bärnbachmühle, Breitwies, Eckerstampf, Ederlsdorf, Erlau, Figermühle, Grub, Haar, Hötzmannsöd, Leopoldsdorf, Matzenberg, Niedernhof, Nottau, Öd, Ödstadl,  Rackling, Steinöd, Weidwies und etwa 1337 Hektar groß, wurde am 1. Juli 1972 vollständig nach Obernzell eingemeindet.